# Cotys III du Bosphore
Pour les articles homonymes, voir Cotys.
Tibérius Julius Cotys III (grec ancien : Τιβέριος Ἰούλιος Κότυς Γ') est un roi du Bosphore ayant régné de 227 à 234.

## Origine
Cotys III est le fils de Rhescuporis II,.

## Règne
Cotys III est contemporain de l'empereur Sévère Alexandre. D'après les dates de son monnayage, il règne conjointement avec Sauromatès III, qui est peut-être son frère. Le roi Cotys III est évoqué dans une inscription gravée par Menios, fils de Chariton, ancien receveur et « hellénarque », en mémoire d'une porte restaurée à ses propres frais au profit des marchands. L'inscription figure sur le marbre et est datée du mois de Deios de l'an 5.. ; elle concerne bien Cotys « III », qui est le seul roi de ce nom au VIe siècle de l'« ère du Pont ».
Cotys III est le dernier roi du Bosphore à avoir émis entre 225 et 230 de l'« ère du Pont », utilisée dans le royaume du Bosphore, des monnaies d'or avec la légende « ΒΑΣΙΛΕΩΣ ΚΟΤΥΟΣ », représentant à l'avers le buste du roi drapé avec un diadème à droite, et au revers la tête laurée de l'empereur à droite avec devant lui un globe et la date d'émission selon l'année du royaume du Bosphore en dessous.